# Vienne, Isère

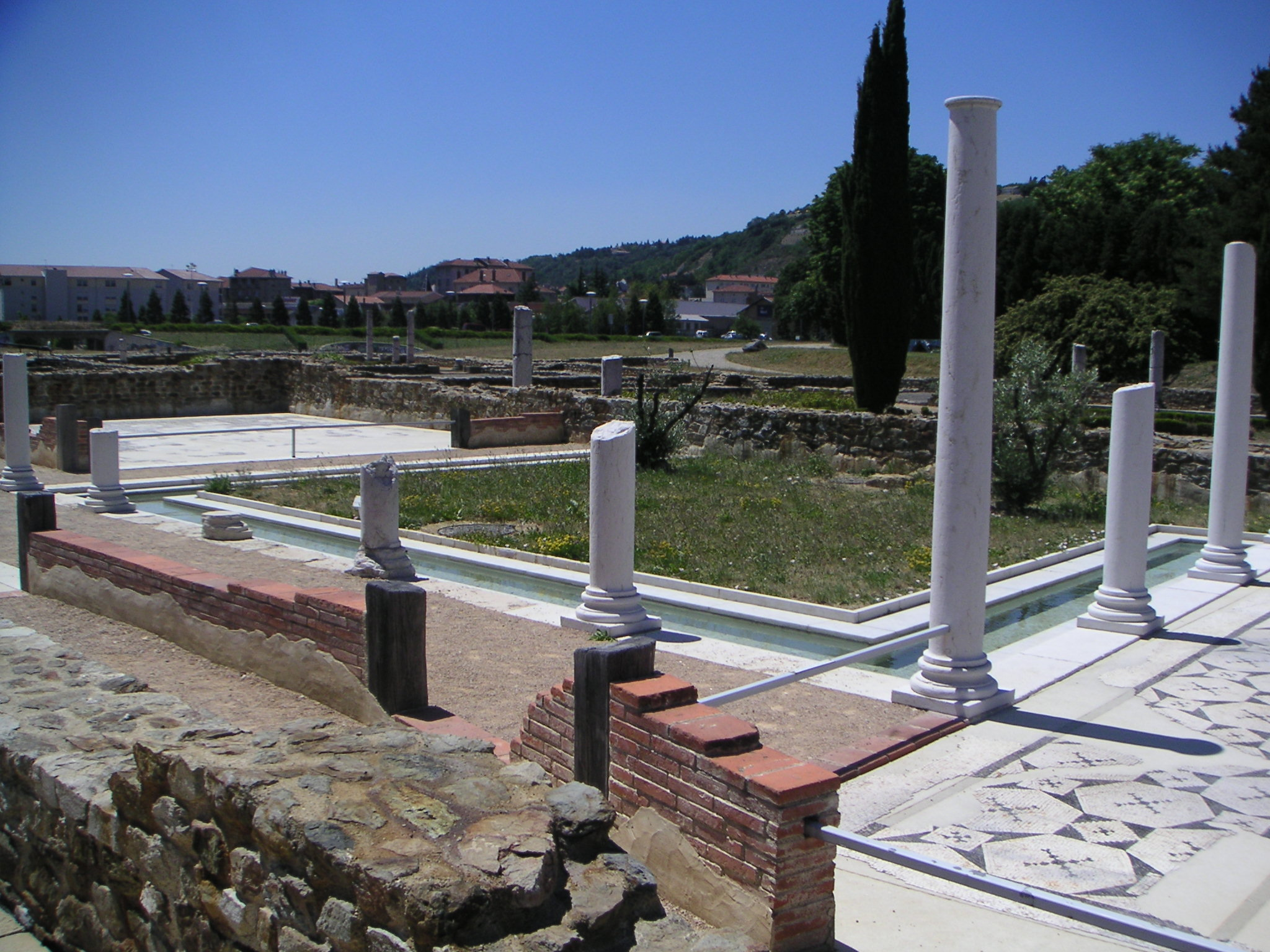
Utgrävningar av den romerska staden.

Vienne (franskt uttal: [vjɛn] lyssna (fil); arpitanska: Vièna) är en stad och kommun i departementet Isère i regionen Auvergne-Rhône-Alpes i sydöstra Frankrike. Kommunen är chef-lieu över två kantoner som tillhör arrondissementet Vienne. År 2022 hade Vienne 31 555 invånare.
I Vienne finns det många romerska lämningar. Den årliga jazzfestivalen Jazz à Vienne har hållits i Vienne sedan 1981.

## Befolkningsutveckling
Antalet invånare i kommunen Vienne
Referens:INSEE